# Teatro Manzoni (Milan)
Le Teatro Manzoni est un théâtre situé à Milan, dans le nord-est du centre de la ville. D'abord situé au cœur du centre de la ville, sur la Piazza San Fedele, il déménage ensuite via Manzoni (it) après les bombardements de la Seconde Guerre Mondiale.

## Histoire
À la fin de l'année 1800, sept illustres citoyens milanais fondent la société anonyme Teatro Sociale di Milano pour construire un théâtre qui renouerait avec la splendeur des grands drames. La construction du théâtre sur la Piazza San Fedele débute en décembre de la même année.
Le 15 mai 1870, le théâtre ouvre ses portes sur la Piazza San Fedele de Milan sous le nom de Teatro Sociale di Milano, qui ne prendra le nom d'Alessandro Manzoni qu'après la mort de ce dernier en 1873.

### Les premières années
Le 3 décembre 1872, le théâtre est inauguré avec I gelosi fortunati de Giovanni Giraud et La Rivincita de Tebaldo Ciconi, joués par la troupe de Luigi Bellotti Bon. Au cours des mois suivants, comédies, spectacles musicaux, récitations de poèmes, spectacles d'illusionnistes, lectures de romans (par exemple Giovanni Episcopo de Gabriele d'Annunzio) et compétitions d'escrime se succèdent sur scène. Le théâtre fait tout pour s'attirer les faveurs du public milanais.
Après la mort d'Alessandro Manzoni le 22 mai 1873, le conseil d'administration du théâtre décide de rendre hommage au grand écrivain disparu et donne son nom au théâtre. Le 30 mai, le nouveau Teatro Manzoni met en scène Kean de Dumas le père avec la compagnie d'Ernesto Rossi.
En 1881a lieu la première de Le nozze in prigione d'Emilio Usiglio, en 1884 de La fata del Nord de Guglielmo Zuelli et de Anna e Gualberto de Luigi Mapelli, en 1890 de Raggio di luna de Franco Leoni et en 1894 de Il Pater de Stanislao Gastaldon.

### Le théâtre dans les premières décennies duXXesiècle
En août 1943, un bombardement allié détruit complètement le bâtiment de la Piazza San Fedele. Pour sa reconstruction, il déménage dans la via Manzoni, conçue par l'architecte Alziro Bergonzo et richement décorée de diverses œuvres d'art telles que des peintures d'Achille Funi et des sculptures de Leone Lodi : le nouveau théâtre rouvre ses portes le 20 octobre 1950, sept ans après sa destruction.
La direction du nouveau Manzoni est confiée à Remigio Paone, un célèbre impresario milanais passionné de magazines et de comédies musicales, déjà directeur du Teatro Nuovo de Milan.
Après Paone, la direction passe à Adolfo Smidele, qui établit un jumelage avec le Théâtre national de Gênes, d'où il tire de nombreuses représentations.
En commémoration de Renato Simoni, décédé en 1952, le théâtre est rebaptisé Teatro della Via Manzoni - Renato Simoni, mais les Milanais continuent de l'appeler par son ancien nom, Manzoni.
En 1967, la gestion du Manzoni est confiée à Carlo Alberto Cappelli, propriétaire d'une maison d'édition bolonaise, et à Garinei et Giovannini, un duo d'auteurs dramatiques passionnés par la revue et le théâtre des lumières.
À partir de 1979, le théâtre appartient à Fininvest qui, cette année-là, en confie la direction artistique à Luigi Foscale, qui le dirige pendant plus de vingt ans. La gestion de Foscale se caractérise par le retour du théâtre Manzoni à la prose et aux grands spectacles.

## Voir également
- Théâtres de Milan
- Alziro Bergonzo
- Pericle Fazzini
- Achille Funi
- Leone Lodi
- Francesco Messina
- Domenico Rossi (peintre)
- Niccolò Segota